# أي غوتو
أي غوتو (باليابانية: 後藤愛؛ بالكانا: ごとう あい) هي لاعبة كرة الريشة يابانية، ولدت في 20 أكتوبر 1983 في غيفو في اليابان.

## وصلات خارجية
- أي غوتو على موقع BWF.tournamentsoftware.com (الإنجليزية)
- أي غوتو على موقع BWFbadminton.com (الإنجليزية)